# Jim Calafiore
Jim Calafiore est un dessinateur, encreur et scénariste américain de comic books. Il est surtout connu pour son travail sur les séries Exiles de Marvel Comics et Gotham Underground de DC Comics. 

## Biographie
Pour Marvel, du point de vue scénario et dessins, il a créé la super-héroïne Talia Wagner / Nocturne, fille de Kurt Wagner / Diablo et de Wanda Maximoff / la Sorcière Rouge dans une réalité alternative à la continuité principale de l'univers Marvel.
Lors d'une interview pour Comic Book Resources, l'auteur Adam Beechen qui a travaillé sur une mini-série de comic books Batgirl parle de son collègue en ces termes :

« J'ai rencontré Jim l'an dernier à San Diego, et nous avons sympathisé. Il a fait un fantastique croquis de Batman dans mon carnet de croquis. Il est incroyablement dynamique avec sa chorégraphie d'action. Jim et moi avons eu des conversations sur tous les scripts où nous travaillons ensemble. Il a dit: « Puis-je changer ceci et cela afin que je puisse faire un peu mieux couler l'action ? » Et bien sûr cela le fait. Et même dans les moments calmes, je pense que Jim est sous-estimé car il a fait un travail incroyable. Il y a beaucoup d'explications que nous avons dû faire dans le premier numéro au sujet de ce qui s'est arrivé à Batgirl, où elle a été et comment elle est arrivée là, et même pour ces passages, Jim a trouvé d'excellents moyens de faire en sorte que ce soit dynamique et intéressant à regarder. »

— Adam Beechen